# Firminy
Firminy település Franciaországban, Loire megyében. Lakosainak száma 17 128 fő (2022. január 1.). Firminy Unieux, Saint-Ferréol-d’Auroure, Saint-Just-Malmont, Le Chambon-Feugerolles, Fraisses és Roche-la-Molière községekkel határos.

## Népesség
A település népességének változása:
| Lakosok száma | 24 924 | 24 113 | 23 123 | 17 975 | 17 066 | 16 839 | 17 135 | 16 901 | 16 953 | 17 128 |
|               | 1968   | 1982   | 1990   | 2006   | 2013   | 2015   | 2017   | 2019   | 2020   | 2022   |